# Futuna
L'illa Futuna és una illa de la Polinèsia que forma part del territori d'ultramar francès de Wallis i Futuna, juntament amb l'illa Wallis, de la que n'està a 230 kilòmetres, però està comunicada mercè l'aeroport de Pointe de Vele. Té una extensió de 64 kilòmetres quadrats i una població de 4.700 habitants el 2008. La capital és Leava. Està dividida entre els regnes tradicional d'Alo i Sigave. Juntament amb Alofi forma l'arxipèlag de les illes Hoorn. És coneguda per ser on fou martiritzat Pere Chanel el 1841, únic sant catòlic d'Oceania.

## Població
La població era de 4.871 habitants segons el cens de 2003, dels quals 2.991 residien a Alo i 1.880 a Sigave. El pont més alt és el Mont Puke amb 524 m.

## Història
Futuna i Alofi foren posats als mapes europeus per Willem Schouten i Jacob Le Maire durant la seva circumnavegació del globus amb el vaixell Eendracht el 1616. Després d'haver vingut de Niuafoʻ ou, sobtadament canviaren el seu curs d'oest al nord-oest i ensopegaren amb les dues illes. Les anomenaren Hoorn Eylanden, per la ciutat de Hoorn, lloc de naixement de Schouten, transformada en Horne en francès i anglès. Com que havien après de les seves primeres experiències, van començar amb una demostració de força als nadius que se'ls aproximaren, i en resultà un intercanvi pacífic de cocos, nyame i porcs a canvi de claus de ferro, cereals i ganivets. Hi van trobar una badia bonica, un port natural al llarg de la costa sud-oest de Futuna, a la que anomenaren Eendrachts baai (badia de la Unitat). Potser és l'Anse de Sigave, vora Leava. Van baixar a terra a buscar aigua i es va reunir amb el rei, que va dir als seus súbdits que els seus convidats no havien de ser pertorbats per petits furts. D'aquesta manera amable els neerlandesos van ser capaços de mantenir les seves reserves. Pocs dies després, el rei de l'altra illa, Alofi, els va venir a visitar amb 300 homes. Els dos reis van ser molt cortesos l'un a l'altre, i es van preparar una gran festa amb una cerimònia kava i un ʻ umu. Schouten i LeMaire probablement foren els primers testimonis europeus d'aquestes cerimònies, i la descripció que van donar encara perviu en la tradició local.
Sense ser molestats per robatoris i hostilitats, Schouten i Lemaire va tenir l'oportunitat d'estudiar Futuna una mica més acurada que les Niuas (no van anar a Alofi). Però la seva descripció dels illencs no és afalagadora. Malgrat que lloaren els homes per ser ben proporcionats, van trobar les dones lletges, malaltisses amb els pits penjant dels seus ventres com carteres buides. Tots anaven despullats i copulaven en públic, fins i tot davant del seu rei venerat.

## Cultura
L'illa és governada per dos reis, elegits cada pocs anys amb molta enveja de la noblesa local, que governa la població sota la mirada benvolent dels francesos. Són el rei de Sigave, la província occidental, i el rei d'Alo, la província oriental que inclou Alofi. A excepció de Poi totes les aldees són al llarg de la costa sud-oest, i d'oest a est són: Toloke, Fiua, Vaisei, Nuku, i Leave (capital) a Sigave i Taoa, i Mala, Ono, Koli i Vele (la pista d'aterratge) a Alo.
Com a ʻ Uvea els futunians són profundament catòlics i tenen moltes esglésies, capelles i oratoris. Encara que l'illa és propera a Tonga i més lluny de Sāmoa que ʻ Uvea, la cultura vernacla se sembla més a la de Sāmoa. Els idiomes parlats són el futunià i el francès.